# Naufrage du 24 novembre 2021 dans la Manche
Le naufrage du 24 novembre 2021 dans la Manche est celui d'un canot gonflable transportant des migrants, ayant fait 27 morts près de Calais. Seize d'entre eux étaient originaires du Kurdistan irakien.
Les tentatives de franchissement de la Manche en embarcations légères sont devenues très fréquentes après le Brexit, mais cette traversée est la plus meurtrière depuis que l'OIM (Organisation internationale pour les migrations) a commencé à collecter des données en 2014.
Le drame se produit peu après la crise frontalière entre la Biélorussie et l'Union européenne, et rappelle la situation complexe des nombreux migrants qui vivent à Calais dans l'espoir de rejoindre l'Angleterre.
Quelques jours après le naufrage, deux rescapés témoignent de la manière dont les secours les auraient abandonnés en pleine mer. Un an plus tard, les conclusions de l'enquête de la gendarmerie française sont accablants pour le centre régional opérationnel de surveillance et de sauvetage du Gris-Nez, qui aurait refusé d’envoyer un navire de secours, malgré les appels à l’aide passés depuis le canot et les demandes des sauveteurs britanniques, et cherché à entraver les investigations. En mai et juin 2023, sept sauveteurs sont mis en examen pour non-assistance à personne en danger. Au même moment, Le Monde révèle que l'enquête interne promise par le secrétaire d’État à la mer Hervé Berville n'a jamais existé. Les prévenus ont au contraire bénéficié du soutien de leur hiérarchie, qui a aussi interféré avec l'enquête. Le ministère des transports britannique ouvre une enquête indépendante en novembre 2023, après qu'un rapport décrit l'organisation « chaotique » des secours cette nuit là.
Le drame n’entraîne pas d’inflexion des politiques migratoires sécuritaires qui, selon de nombreux observateurs, en sont pourtant la cause. Les gouvernements français et britannique misent sur la lutte contre les passeurs. Au moins douze personnes meurent dans des tentatives de traverser la Manche en 2023, et au moins soixante-seize en 2024.

## Contexte
Entre le début de l'année 2021 et le moment du naufrage, 31 500 migrants ont traversé la Manche depuis la France pour se rendre au Royaume-Uni. Une responsable d'Utopia 56, association d'aide aux migrants, estime que plus de 300 migrants sont morts sur le littoral depuis 1999.
Depuis l'entrée en vigueur en 2004 des accords bilatéraux du Touquet, modifiés en 2018 par le traité de Sandhurst, la France est responsable du contrôle des entrées sur le territoire britannique,. Cette décision élargit le protocole de Sangatte (2000) pour les gares. De la même façon que les pays limitrophes de l’Union européenne (le Maroc ou la Turquie), la France accepte contre rémunération de bloquer sa frontière vers le Royaume Uni. Paradoxalement, les Français, qui mènent une politique restrictive en matière d’asile, sont obligés par les accords du Touquet d'empêcher des migrants de quitter le pays. Le Royaume Uni, bien qu'étant l’un des fondateurs de la convention de Genève sur l’asile de 1951, peut refouler massivement les demandeurs d’asile. En 2010, l’arrangement Besson-Green autorise les services de l’immigration britannique à travailler sur le territoire français. En 2015, l'accord Cazeneuve-May crée un « centre de commandement et de contrôle commun », permettant aux Britanniques de contrôler l’action policière. Le port de Calais et le tunnel sous la Manche sont couverts de barbelés, avec pour conséquence que les migrants n'ont pas d'autre possibilité pour traverser la Manche que d'utiliser des bateaux pneumatiques.
En contrepartie du démantèlement de la jungle de Calais en 2016, les Britanniques s'engagent à prendre un charge les mineurs isolés justifiant un lien particulier avec le Royaume-Uni, et à respecter les clauses de réunification familiale prévues par l’accord de Dublin, qui permettait à des personnes présentes dans l’UE d'obtenir l'asile en faisant valoir des liens familiaux au Royaume-Uni, mais ne tiennent pas parole. Après le Brexit en 2018, la Grande-Bretagne n’est plus soumise au règlement de Dublin. Le nombre de traversées de la Manche en small boats explose,.

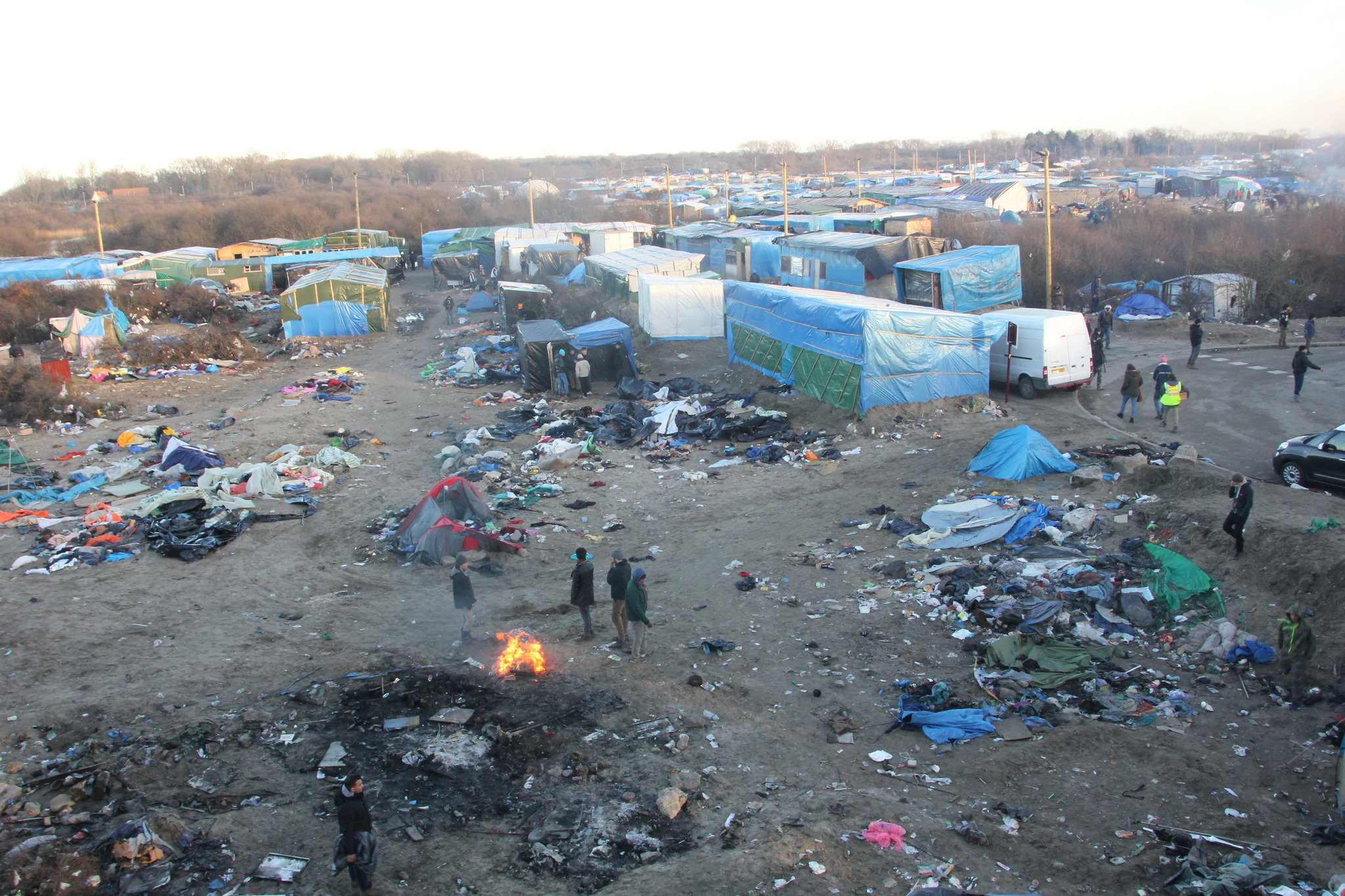
La Jungle de Calais en janvier 2016.

À Calais, le gouvernement interdit par arrêté préfectoral la distribution d'aide alimentaire par les associations et démantèle les camps,, mais la police peine à empêcher les départs de small boats,, qui se multiplient pendant l'été et l'automne 2021. Pour les migrants, la traversée, même dangereuse, est considérée comme la seule solution de survie,,: une responsable du secours catholique explique en effet qu' « à Calais, beaucoup de personnes sont broyées par le système d'asile européen. Des gens désespérés qui sont prêts à tout pour essayer de se construire un avenir ». Des deux côtés de la Manche, des bénévoles se mobilisent pour venir au secours des migrants,,, mais aussi pour déterminer l'identité des victimes des naufrages et ainsi éviter les enterrements sous X,. Mi-novembre 2021, trois militants, Anaïs Vogel, Ludovic Holbein et le prêtre jésuite Philippe Demeestère, mènent une grève de la faim de plus d’un mois à Calais pour dénoncer le traitement « inhumain » infligé aux migrants et le démantèlement des camps,.
Au même moment, le rapport de la commission d'enquête parlementaire sur les migrations dirigée par les personnalités LRM Sébastien Nadot et Sonia Krimi est sévère pour l'action du gouvernement et sa « gestion policière » de la situation. Il critique notamment les restrictions d'accès à l'AME instaurées en 2019, la politique de démantèlement des camps menée à Calais et le pilotage de l’immigration par le seul ministère de l’intérieur. Il demande la création de voies légales de migration pour « réduire le pouvoir des mafias de passeurs »,.
Quelques jours avant le naufrage, les associations sonnent l'alerte. Gérald Darmanin et Priti Patel annoncent avoir convenu de « solutions techniques supplémentaires » basées sur « l’utilisation de nouvelles technologies » pour prévenir les franchissements de la frontière. Pour le ministère français de l’intérieur, la stratégie unique est « structurelle, c’est de casser les réseaux de passeurs ». Boris Johnson a lui envisagé d'installer des machines à vagues sur les côtes anglaises pour repousser les bateaux des migrants,,.

## Naufrage
Le 24 novembre 2021, un canot transportant 30 migrants fait naufrage dans la Manche près de Calais et Dunkerque alors qu'il tentait de rejoindre l'Angleterre,. À 13 h 49, un pêcheur prévient le Cross Gris-Nez qu'une quinzaine de corps flottent, dans les eaux françaises, à côté d'un bateau dégonflé. Vingt-sept personnes sont retrouvées mortes, tandis que deux autres personnes ont survécu et ont été sauvées et qu'une personnes est portée disparue, ce qui en fait la traversée de la Manche la plus meurtrière depuis que l'Organisation internationale pour les migrations a commencé à collecter des données en 2014.
Un Somalien et un Kurde d’Irak sont les seuls rescapés. Ils sont enfermés au centre de rétention administrative de Coquelles. Selon l'un d'eux, Mohammed Shekha, 21 ans, la France et le Royaume-Uni ont été contactés par téléphone vers 2h45 du matin, quand le bateau s'est mis à couler, mais auraient refusé de venir à leur aide,,:

« Nous avons appelé la police française (…) puis nous avons envoyé notre localisation à la police française et ils nous ont dit : “Vous êtes dans les eaux anglaises, appelez les Anglais”. Nous avons appelé les Britanniques. Ils nous ont dit d’appeler les Français. »

Selon les premiers résultats de l'enquête, ces informations sont confirmées par les relevés des appels téléphoniques et les témoignages des proches des victimes. L’agence de garde-côtes britanniques, et la préfecture maritime de la Manche et la mer du Nord prétendent au contraire avoir traité tous les appels de détresse, ce que l'enquête dément,. 
Marc Bonnafous, directeur du Cross au moment du naufrage, s'inquiète en mai 2022 des développements judiciaires qui menacent les services de secours en mer. Alors qu'il est sur écoute dans le cadre de l'enquête, il déclare à un proche au téléphone, au sujet des deux rescapés, qu'il aurait « préféré qu’ils soient morts ».

## Les victimes
Les corps des 27 naufragés sont autopsiés par l’Institut médico-légal de Lille. Les proches de personnes disparues ne sont pas autorisés à reconnaître les corps mais sont invités à laisser leur ADN. Les gendarmes utilisent aussi les empreintes digitales et les relevés dentaires des victimes,,,,. Jan Kakar, président de l’association de solidarité et culturelle des Afghans de Paris et ancien interprète pour la police aux frontières de Calais, a centralisé les contacts avec les personnes à la recherche de disparus et identifié certaines des victimes. Le 14 décembre, vingt-six victimes sont « formellement identifiées » ; il s'agit de seize personnes kurdes d’Irak (dont quatre femmes âgées de 22 à 46 ans, un adolescent de 16 ans, une enfant de 7 ans et dix hommes âgés de 19 à 37 ans), un homme kurde d’Iran de 23 ans, trois Éthiopiens (deux femmes de 22 et 25 ans et un homme de 46 ans), une femme somalienne de 33 ans, quatre hommes afghans âgés de 24 à 40 ans, et un homme égyptien de 20 ans,.
La plupart des victimes étaient Kurdes, originaires d’Irak. Le premier ministre du Kurdistan irakien Massoud Barzani explique que selon lui, « ceux qui sont morts [noyés] ont été trompés et trahis », notamment par des « trafiquants » et par « des groupes comme le PKK » (le Parti des travailleurs du Kurdistan). L'analyste politique kurde d’Irak Kamal Chomani explique lui que la corruption endémique régnant au Kurdistan d’Irak, résultat de la lutte entre les deux familles régnantes, celles de Massoud Barzani à la tête du Parti démocratique du Kurdistan et de Jalal Talabani de l’Union patriotique du Kurdistan, ne laisse d’autres choix aux jeunes que de fuir le pays ou de se soulever.

La première victime à être identifiée est Maryam Nuri Mohamed Amin, (surnommée "Baran", “pluie” en kurde), une jeune femme kurde de 24 ans originaire du nord de l’Irak. Elle n'était pas parvenue à obtenir un visa pour l'Angleterre,,,, seulement un visa de tourisme pour l'Italie. Elle était passée par l'Allemagne pour arriver à Calais, et tentait de rejoindre son fiancé Karzan, naturalisé, barbier à Portsmouth. Au frère du fiancé, elle avait dit « Même si je dois nager, je dois atteindre Karzan ». Elle partageait sa localisation avec lui au moment où le bateau a sombré: il dit avoir « assisté à son décès en direct. […] Quatre heures et 18 minutes après le départ, je pense qu’ils étaient au milieu de la mer, puis je l’ai perdue »,. Pushtiwan Farkha, un jeune homme de 18 ans, venait d'une famille modeste de la ville de Hajiawa, près d’Erbil. Il était parti pour l'Angleterre pour gagner de l'argent et l'envoyer à sa famille, afin de payer le traitement médical de sa sœur ainée qui souffrait d'une malformation cardiaque congénitale. Twana Mamand avait aussi 18 ans, il était parti du Kurdistan en août 2021, rejoindre sa sœur qui vivait en Angleterre depuis 2013 ; son corps n'a pas été retrouvé. Kazhall Ahmad, une femme kurde âgée de 46 ans, et ses trois enfants, Hadia Rezgar, 22 ans, Mubin Rezgar, 16 ans, et Hasti Rezgar, 7 ans, venaient d'Erbil, dans le Kurdistan Irakien, où Kazhall Ahmad était professeure,. Ils avaient été expulsés du camp de Grande-Synthe par la police la semaine avant le drame. Ils avaient tout perdu dans l'évacuation, y compris tente et de sacs de couchage. À un journaliste du Times qui l'interrogeait sur une éventuelle traversée en bateau, elle avait répondu : 

« L’idée que mes enfants et moi allions dans ce bateau m’inquiète à chaque minute. Mais regardez où nous en sommes : nous ne pouvons pas rester ici,. »

Husain Tanha, 24 ans, voyageait avec deux amis, Naeem et Shahwali. Selon Mediapart, lui et l'un de ses amis étaient retournés quelques mois en Afghanistan pour se marier. Ils voulaient retourner en l’Angleterre, ils y travaillent depuis plusieurs années dans le bâtiment. Selon Libération, Husain Tanha avait obtenu un titre de séjour en Italie, mais n'y trouvait pas de travail. Ahmad Didar, 27 ans, était Afghan ; sa famille avait fui Wardak car la maison était sur la ligne de combats entre les fondamentalistes islamistes et l’armée afghane,. Muhamad Qadir, 21 ans, venait du village de Qadrawa, dans le Kurdistan irakien. Il voyageait avec son cousin germain Rezhwan Yassin, 20 ans, lui aussi mort noyé. Ils avaient rejoint la France via la Turquie, puis l’Italie. Hamdullah, né en 1991, fait aussi probablement partie des victimes. Mohammad Naeem Mayar, 40 ans, vivait en Grande-Bretagne depuis 2009 et y avait demandé l'asile. Il revenait d’Afghanistan où il avait rendu visite à sa famille. Dans un de ses derniers appels téléphoniques, il dit qu’ils avaient appelé la police anglaise depuis le bateau sans succès. Shahwali Kochy, 25 ans, était originaire de Logar en Afghanistan. Selon Mediapart, il était arrivé mineur et travaillait dans le bâtiment en Grande-Bretagne. Il était rentré au Pakistan, où sa famille est exilée, pour se marier. Il revenait en Angleterre pour travailler et faire vivre sa famille.

## Réactions

### Grande-Bretagne
Le Premier ministre britannique Boris Johnson se déclare « choqué, consterné et profondément attristé » par l'incident. La ministre de l'Intérieur Priti Patel annonce qu'elle a fait à Gerald Darmanin des propositions claires concernant des patrouilles communes pour empêcher ces voyages dangereux.
Le 26 novembre, le premier ministre britannique publie sur twitter une lettre à la France, dans laquelle il écrit notamment « Je propose que nous mettions en place un accord bilatéral de réadmission pour permettre le retour de tous les migrants illégaux qui traversent la Manche ». Le porte parole du gouvernement français juge cette lettre « indigente sur le fond et totalement déplacée sur la forme », et le ministre de l’intérieur annule l’invitation de son homologue britannique, Priti Patel, à une réunion internationale consacrée à la question migratoire le 28 novembre à Calais,,,,.

### France
Emmanuel Macron demande « le renforcement immédiat » de Frontex. Le Premier ministre Jean Castex qualifie l'incident de « tragédie » et les noyés de « victimes de passeurs qui exploitent leur détresse et leurs blessures ». Le ministre français de l'Intérieur Gérald Darmanin annonce l’arrestation de quatre personnes soupçonnées d’être impliquées dans le naufrage.
Le discours sécuritaire sur le renforcement des frontières est vivement critiquée par les associations, pour qui les traversées de la Manche sont le résultat de la sécurisation du port de Calais et du tunnel sous la Manche, qui empêche les passages en camion. Un chargé de mission du Secours catholique explique : « C’est une hypocrisie immonde de dire qu’on va lutter contre les passeurs. Ce sont eux qui les ont fabriqués. J’ai connu au début des années 2010 une période où les gens passaient sans argent. C’est la sécurisation à outrance qui a fait les réseaux ».
L'éditorialiste du Monde estime aussi qu'« il serait temps d’admettre la vanité de cette rhétorique. Si les traversées désespérées se multiplient, si les passeurs prolifèrent, c’est qu’il n’existe pratiquement aucune voie légale d’immigration au Royaume-Uni (...) La question fondamentale n’est pas celle des passeurs mais, désormais, celle du partage des demandeurs d’asile entre l’Union européenne ». De même que Gérald Darmanin, qui explique que le drame résulte de l'absence de voie d'immigration légale en Grande-Bretagne.
Le 1er décembre, Jean Castex écrit à son Boris Johnson, pour « appeler à ce que chaque pays prenne ses responsabilités », et expliquer qu'« une grande partie de la solution » se trouve au Royaume-Uni.

### Commission européenne
Le 27 novembre, Margaritis Schinas, vice-président de la Commission européenne, rappelant que « le principal slogan de la campagne du référendum [sur le Brexit] était “Nous reprenons le contrôle” », explique que le Royaume Uni ayant quitté l'UE, il « doit à présent décider comment organiser la gestion du contrôle de ses frontières ».

## Conséquences judiciaires

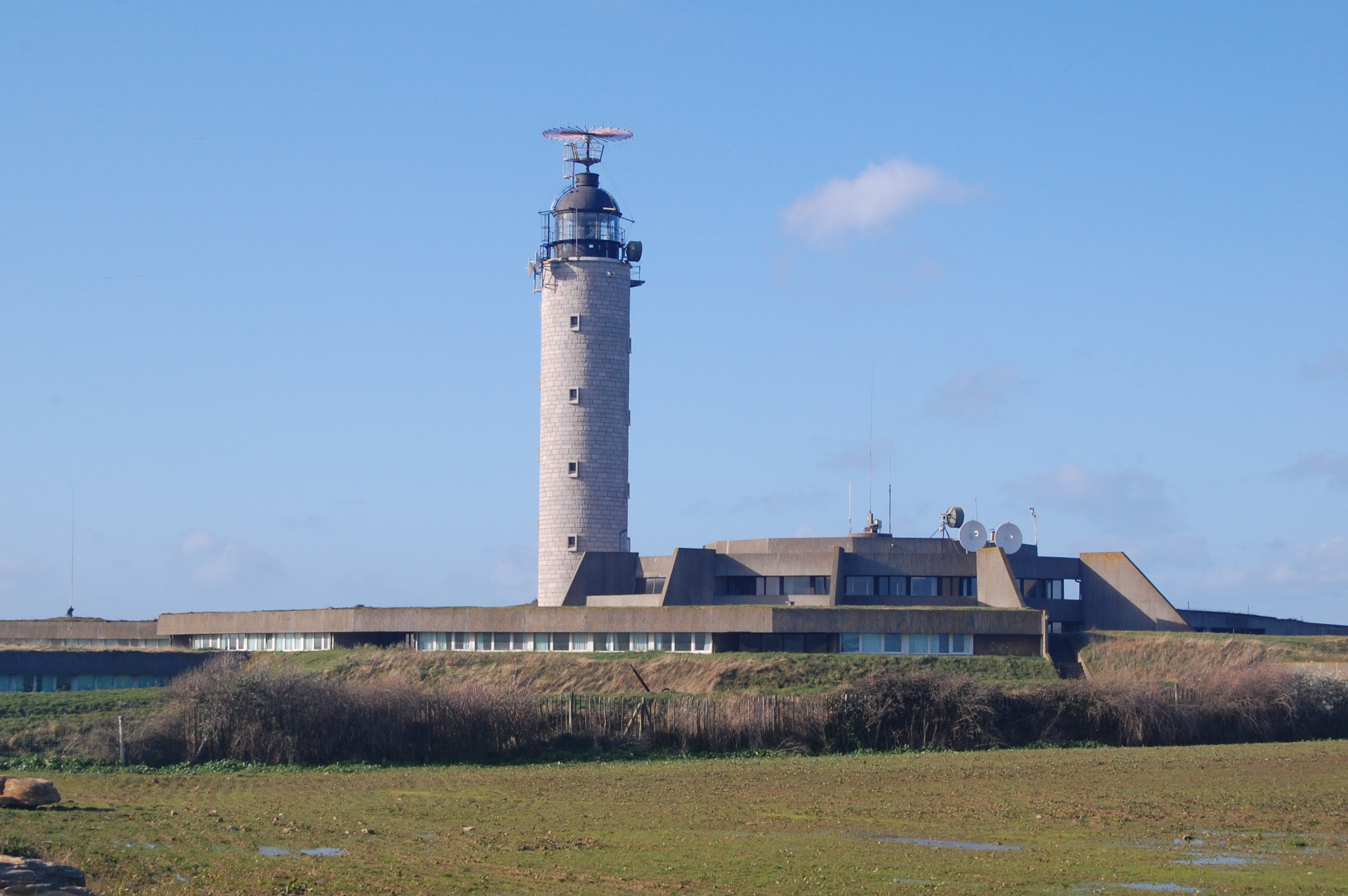
Le centre régional opérationnel de surveillance et de sauvetage du Gris-Nez, au pied du phare.

### En France

#### Réseau de passeurs
La Juridiction interrégionale spécialisée de Lille est saisie de l'enquête ouverte pour « aide à l'entrée et au séjour irréguliers en bande organisée », « homicide et blessures involontaires » et « association de malfaiteurs ». Cinq passeurs présumés sont arrêtés peu de temps après le naufrage. Dix passeurs présumés, majoritairement afghans, sont mis en examen en juillet 2022,.
L'instruction judiciaire concernant les passeurs est achevée en janvier 2025 et n'a pas permis de mettre en évidence un réseau très structuré. Douze personnes dont un Français sont mises en examen pour « association de malfaiteurs », « aide à l’entrée et au séjour irrégulier en bande organisée », « mise en danger d’autrui » , « homicide involontaire » et « blessures involontaires » et pourraient être renvoyées devant une cour d’assises.

#### Secouristes défaillants
Le 17 décembre 2021, Utopia 56, association d'aide aux migrants, porte plainte pour « homicide involontaire » et « omission de porter secours », les migrants à bord de l’embarcation auraient en effet appelé en vain les secours. Sur la base des appels sur le numéro d’urgence que l'association reçoit d’exilés en difficulté, elle explique que ces manquements pourraient être « récurrents »,. Un autre procédure, lancée par les familles de victimes, est en cours du côté britannique.

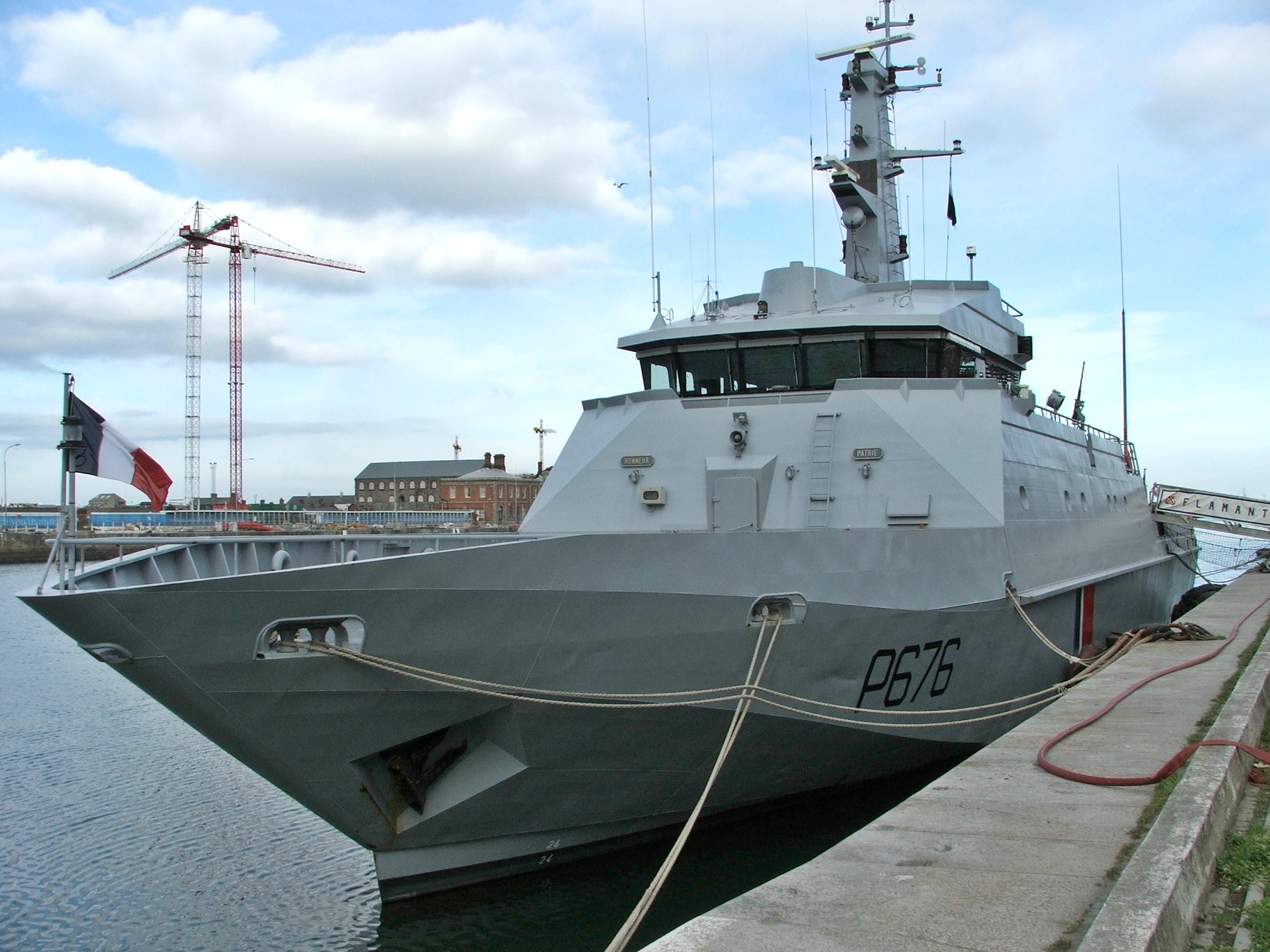
Le Flamant en mars 2005

Un an après le naufrage, les enquêteurs accablent les secours français du centre régional opérationnel de surveillance et de sauvetage maritimes (Cross) Gris-Nez (Pas-de-Calais) qui était au courant de la localisation du bateau : aucun moyen de sauvetage n’a été envoyé au secours de l’embarcation en dépit des nombreux appels à l'aide reçus en l’espace d’environ trois heures. L'enquête des gendarmes montre en particulier qu'à 2 h 05, le canot est localisé, mais que « bien que se trouvant en eaux françaises, le Cross n’engage aucun moyen de secours pour porter assistance à l’embarcation en péril », alors qu'un patrouilleur français, le Flamant, se situe à ce moment-là à une vingtaine de kilomètres. À 2 h 28, les Français préviennent leurs homologues que le canot vient de passer dans leurs eaux territoriales « sans jamais [les] informer que cette embarcation est en difficulté, a demandé assistance et attend un bateau de sauvetage promis depuis 2 h 05 ». Les Britanniques envoient immédiatement leur patrouilleur, le Valiant, mais insistent pour que les Français envoient le Flamant, bien plus proche du bateau qui est en train de couler. Une opératrice du Cross refuse en affirmant faussement que le Flamant est occupé sur un autre cas. À 3 h 27, les britanniques diffusent un mayday appelant à porter assistance à un bateau dont les passagers sont en danger de mort, mais aucun navire ne répond, malgré l'obligation qui leur est faite par les conventions internationales. À 4 h 16, le tanker tanker Concerto propose son aide au Cross, mais celui-ci l'en dissuade, expliquant faussement que le Flamant est en chemin. Le Cross laisse finalement délibérément les occupants du bateau se noyer. Le dernier signe de vie est reçu à 4 h 22. L’événement est clos par le Cross vers 5 h, sous la mention « Secouru »,,.

Dans les enregistrements des communications du Cross, on entend Fanny R., une opératrice,, multiplier les commentaires cyniques en aparté. 

« Ah bah t'entends pas, tu seras pas sauvé. J’ai les pieds dans l’eau, bah… je t’ai pas demandé de partir. (...) Je vais lui sortir la phrase magique: pas de position pas de bateau de secours. »

 Parmi les autres « comportements inadaptés des personnels » du Cross, les gendarmes relèvent le pseudonyme utilisé par le directeur adjoint du centre : « Super Migrant ».
Les gendarmes notent également que le Cross Gris-Nez a cherché à entraver leurs investigations, notamment en refusant « de communiquer les coordonnées des opérateurs [en vue de leur audition] » et contestent le contenu du rapport que le directeur du Cross a remis en mars au préfet maritime.
Après ces révélations du Monde sur les conditions du naufrage, le gouvernement français, par la voix de son secrétaire d’Etat à la mer Hervé Berville qui prévient que « toute la lumière devra être faite », promet l'ouverture d'une enquête interne, et les militaires de la section de recherches de la gendarmerie maritime de Cherbourg (Manche) recommandent des « investigations complémentaires » pour faire la lumière sur « des faits pouvant recevoir une qualification pénale, au titre de la non-assistance à personne en danger ». Dans leurs conclusions remises à la juge d’instruction, les gendarment écrivent que « l’existence de cette enquête interne n’a pas été montrée », mais la préfecture maritime n'a cessé de féliciter les membres du Cross: en remettant « un témoignage de satisfaction collectif » à l’équipage du Flamant une semaine après les révélations du Monde ; en promouvant un officier mis en examen dans cette affaire, Frédéric J.; en donnant la médaille d’or de la défense nationale pour avoir « réorganisé de manière remarquable les opérations de sauvetage dans le Pas-de-Calais » au directeur du Cross au moment des faits, Marc Bonnafous, qui a pourtant entravé l'enquête de gendarmerie,.
Le 25 mai 2023, cinq militaires du Cross de la Manche, tous de service le soir du drame, sont mis en examen pour non-assistance à personne en danger. Le 1er juin, deux militaires qui patrouillaient à bord du « Flamant » à proximité du canot sont à leur tour mis en examen. Une requête en nullité déposée auprès de la cour d’appel de Paris par l'un des avocats des secouristes demande l’annulation de l’ensemble de la procédure portant sur les faits de non-assistance à personne en danger. Les avocats arguent que l’enquête aurait dû être menée par une juridiction militaire, plutôt que par la juridiction nationale de lutte contre la criminalité organisée du tribunal de Paris, ce que le parquet de Paris conteste. Cette requête est examinée le 7 juin 2024, et rejetée, puis portée en cassation.
À l'automne 2023, Le Monde décrit la façon dont la marine nationale a interféré dans la procédure. Une enquête pour violation du secret de l’instruction est ouverte concernant la période précédant les gardes à vue des militaires du Cross et du Flamant. Ceux-ci ont en effet été prévenus de leur convocation imminente et de l'objet des auditions par le vice-amiral d’escadre et inspecteur de la marine nationale François-Xavier Blin, qui détient cette information du commandant Marc Woodcock, numéro deux de la préfecture maritime de la Manche et de la mer du Nord. François-Xavier Blin s'entretient avec Audrey M., la commandante du patrouilleur Flamant, avec Thomas Bride, le magistrat qui dirige la division des affaires pénales militaires, lequel est conscient du risque de collusion. Le commandant Stéphane M., de l’inspection de la marine, s'entretient aussi avec l’opératrice du Cross, Fanny R. Les écoutes téléphoniques, confiées à un service de police plutôt qu'à la gendarmerie, montrent que des militaires du Cross et du Flamant sont conscients que leurs nombreux échanges sur l’enquête peuvent « fragiliser la procédure », et suppriment certains messages échangés. 
En mars 2024, Le Monde révèle que les secours français n’écoutaient pas le canal radio de détresse le soir du drame, alors que ne pas suivre cette obligation réglementaire est une infraction pénale punie, dans le code de justice militaire, de deux ans de prison. Les secouristes français ont été destinataires de trois alertes émises par les secours britanniques, mais on ignoré les deux premières (lors de la première alerte, un militaire commente : « pas de panique hein. […] On n’est pas payés au Zodiac non plus »). Quand la troisième arrive, les militaires constatent que le bateau en détresse est passé dans les eaux anglaises. Selon les enquêteurs, la fuite d'informations privées concernant le « profil controversé » de Fanny R. (notamment son inscription au FSPRT) révélées par Europe 1 en novembre 2022 pourrait faire part d'une stratégie de diversion mise en place par les autorités françaises pour échapper à une mise en cause. Selon les trois juges d’instruction du tribunal judiciaire de Paris qui dirigent les investigations, les enquêteurs subissent des « tentatives d’intimidation », avec la volonté de supprimer certaines retranscriptions d'écoutes téléphoniques embarassantes, notamment celle où l'on entend un opérateur du Cross mis en cause assurer que Pierre Vandier, le chef d’état-major de la marine, « veut la peau de la section de recherches » qui dirige l'enquête.

### En Angleterre
En novembre 2023, un rapport du Ministère des Transports britannique identifie les défaillances des services de secours britanniques la nuit du drame, notamment le manque de matériel et de garde-côtes, et leur coordination « cahotique ». Le gouvernement britannique annonce seulement à cette date l’ouverture d’une enquête indépendante sur le naufrage, mise en place par le secrétariat d’Etat aux transports,. Cette public enquiry (en), dirigée par le juge d’instruction Ross Cranston et à laquelle la France ne participe pas, cherche à éclaircir les circonstances de ce drame et à émettre des recommandations, sans prononcer de condamnations,,. Elle met à jour la façon dont les appels de détresse sont banalisés ou raillés, et les secours mal préparés et négligents.

## Conséquences sécuritaires

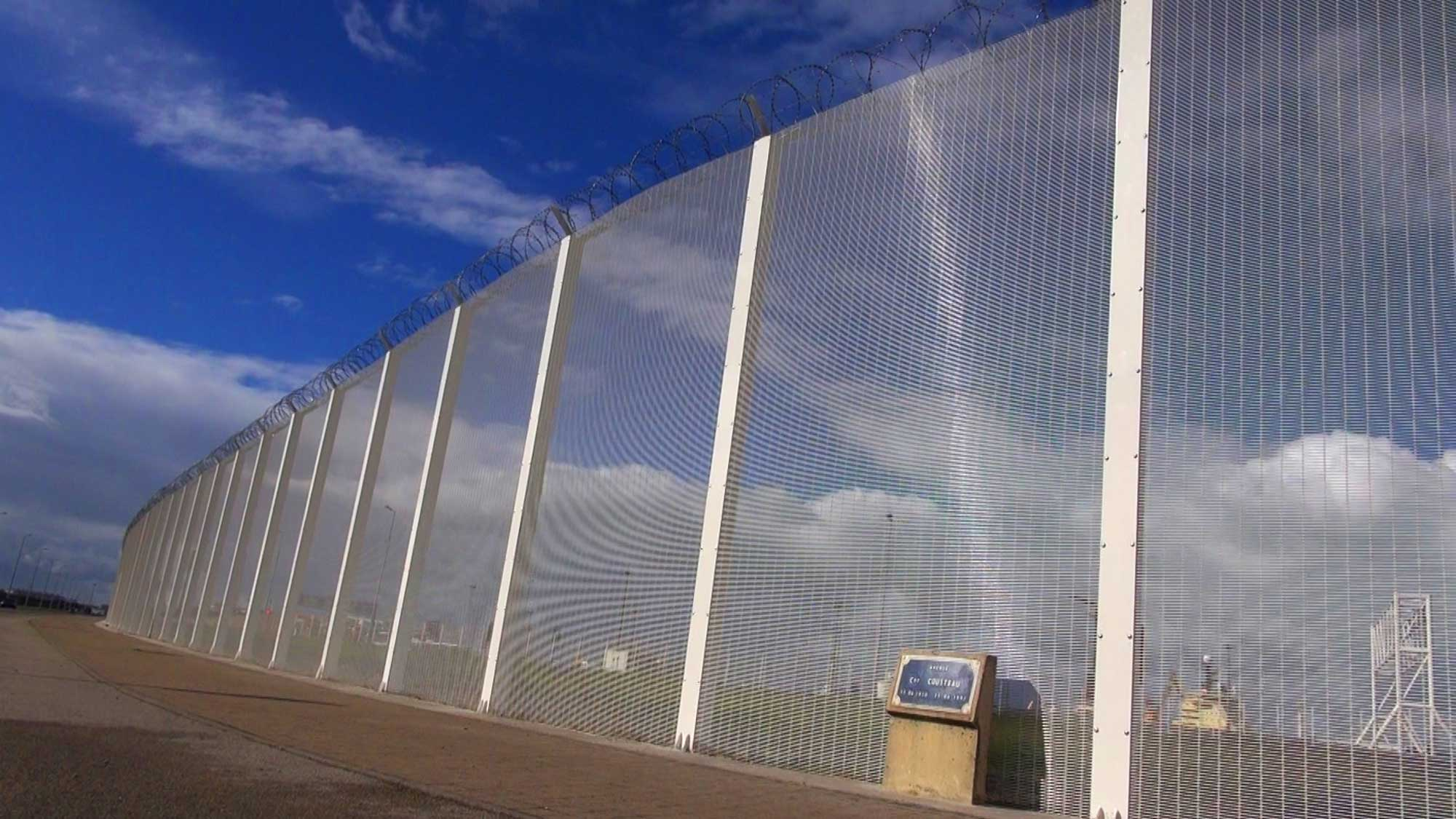
Une haute clôture surmontée de barbelés qui entoure le port de Calais.

À l'issue de la réunion des Vingt-Sept du 28 novembre 2021 à Calais, dont le but était de renforcer la lutte contre le trafic migratoire, Gérald Darmanin annonce qu'un avion de Frontex survolera jour et nuit la zone, de la France aux Pays-Bas, pour lutter contre le trafic migratoire sur la Manche. Ce recours à Frontex était en réalité déjà acté avant le naufrage. Aucune mesure supplémentaire de secours en mer n’est prévue. Les conditions de vie des migrants n’ont pas été abordées.
Au parlement, début décembre 2021, Boris Johnson défend le projet de loi « nationalité et frontières » qui est censé lui permettre de reprendre le contrôle des frontières. Cette loi criminalise les traversées de la Manche en embarcations légères, autorise les pushbacks (le renvoi des embarcations vers le large) et prévoit la création de centres pour demandeurs d’asile en dehors du Royaume-Uni. Selon la commission parlementaire aux droits humains britannique, le texte est « incompatible avec les obligations du Royaume-Uni dans le cadre de la convention des Nations unies sur les réfugiés ».
Les plans successifs du gouvernement conservateur britannique,, et notamment le plan d'expulsion controversé (et finalement annulé) des demandeurs d’asile vers le Rwanda, n'enrayent pas la hausse continue du passage de migrants dans la Manche. En 2023, presque 30 000 migrants ont traversé la Manche selon les autorités britanniques (45 000 en 2022, 28 526 en 2021),,,,,.
Plus de 300 personnes sont mortes en tentant de traverser la manche depuis 1999, et certains universitaires constatent que, comme dans la crise à la frontière entre la Biélorussie et la Pologne, les gouvernements européens se défaussent de leur propre responsabilité dans les conséquences meurtrières de la politique migratoire qu'ils mettent en œuvre,. En effet, selon eux et selon plusieurs associations, la stratégie consistant à harceler les migrants,, (voir l'article Zéro point de fixation pour plus de détails) augmente leur désir de rejoindre le Royaume-Uni, et la politique sécuritaire accroît le prix demandé par les passeurs qui existent parce que les frontières sont devenues impossibles à traverser légalement.
Quelques semaines après le naufrage, des squats hébergeant des migrants sont évacués à Calais, dans l’indifférence,.

## Évolution des moyens des secours
Ledispositif de secours rest enforcé d'une façon telle que la préfecture maritime estime qu'il « peut être considéré comme adapté ». Six navires sont  en permanence d’alerte, mais le dispositif repose principalement sur deux navires précédemment utilisés pour la sécurité de plateformes pétrolières, et qui « ne sont pas faits pour du sauvetage » selon un marin de la région cité par Le Monde : « Ils sont trop lents, leur tirant d’eau est trop important, ils n’ont qu’un petit canot de secours opérationnel et les équipages ne sont pas formés », des informations confirmées par le journal.

## Autres naufrages dans la Manche
Le parquet de Paris ouvre une enquête après qu'au moins six personnes meurent dans le naufrage d’une embarcation de migrants dans la Manche le samedi 12 août 2023. En novembre 2023, deux personnes meurent noyées,, un troisième corps est découvert sur une plage quelques jours plus tard ; le 14 décembre, au moins quatre autres décèdent et l'association d'aide aux migrants Utopia 56 porte plainte pour « homicide involontaire » et « omission de porter secours » contre les secours en mer: le directeur du Cross de Gris-Nez, le préfet maritime et des gardes-côtes anglais,. La Premar compte douze morts dans des tentatives de traverser la Manche en 2023. 
En janvier 2024, cinq personnes meurent au cours d’une tentative de traversée ;  en mars, un enfant meurt dans un naufrage dans le canal de l'Aa, ; en avril au moins cinq migrants, dont une enfant, meurent dans une tentative de traversée ; le 12 juillet quatre migrants, qui étaient à bord d’un bateau pneumatique en détresse contenant près de 70 personnes, meurent au large de Boulogne-sur-Mer ; deux autres naufrage meurtrier ont lieu dans cette même zone la même semaine. Au moins 76 personnes, dont un nourrisson, ont péri dans la Manche, noyés, piétinés ou  asphyxiées dans leur bateau, en 2024,,. Des témoignages recueillis après la découverte des corps de trois personnes noyées début novembre 2024 mentionnent  quinze personnes, principalement originaires de Syrie et d’Érythrée, qui auraient disparu dans ce qui semble être le naufrage le plus meurtrier depuis celui du 24 novembre 2021. Treize personnes sont portées disparues. Début septembre 2024, aux militants associatifs qui crient « Darmanin, assassin ! Morts aux frontières, Etats coupables », le ministre de l'intérieur démissionnaire qui appelle à la signature d'un traité migratoire entre l’Union européenne et Londres répond « Ce que nous faisons fonctionne ». 
Le 1er juillet 2025, dix-sept personnes étaient mortes depuis le début de l'année en tentant de traverser la Manche. 